# Iwan Kubrakou
Iwan Uładzimirawicz Kubrakou (biał. Іван Уладзіміравіч Кубракоў; ros. Иван Владимирович Кубраков, Iwan Władimirowicz Kubrakow; ur. 5 maja 1975 w Malinouce w rejonie kościukowickim) – białoruski milicjant. Minister Spraw Wewnętrznych Republiki Białorusi od 29 października 2020 roku, generał porucznik milicji od 2020 roku.
Kubrakou jest objęty sankcjami Unii Europejskiej, Wielkiej Brytanii, Stanów Zjednoczonych, Ukrainy i innych krajów, nakładanymi w latach 2020–2022. Ograniczenia wobec ministra wprowadzono ze względu na jego udział w naruszeniach praw człowieka po protestach na Białorusi w 2020 roku oraz wsparcie jakiego kierowany przez niego resort udzielił Rosji w czasie inwazji na Ukrainę.

## Życiorys
Iwan Kubrakou urodził się 5 maja 1975 roku we wsi Malinouka w rejonie kościukowickim w obwodzie mohylewskim. Pochodzi z dużej rodziny. Ojciec pracował w piekarni w sąsiednich Białynkawiczach, a później jako stróż i pasterz. Matka pracowała w kołchozie.
Jest absolwentem Mińskiego Liceum Specjalnego Ministerstwa Spraw Wewnętrznych i Akademii Ministerstwa Spraw Wewnętrznych Republiki Białorusi.
W organach spraw wewnętrznych pełni służbę od 1995 roku. Pracował jako funkcjonariusz milicji rejonowej, starszy inspektor rejonowy wydziału egzekwowania prawa i prewencji Dyrekcji Spraw Wewnętrznych Rejonu Centralnego Mińska oraz szef Dyrekcji Spraw Wewnętrznych Rejonu Centralnego Mińska. Kierował wydziałem zasławskim komendy rejonowej milicji w Mińsku. Służył w Głównym Zarządzie Przestrzegania Prawa i Prewencji Milicji Bezpieczeństwa Publicznego Ministerstwa Spraw Wewnętrznych Republiki Białorusi. Od 12 maja 2017 roku był Szefem Głównego Wydziału Spraw Wewnętrznych Obwodowego Witebskiego Komitetu Wykonawczego. 29 czerwca 2018 roku otrzymał stopień specjalny generała majora milicji. Od 28 marca 2019 roku do 29 października 2020 roku był Szefem Głównego Wydziału Spraw Wewnętrznych Komitetu Wykonawczego Miasta Mińska.
29 października 2020 roku został mianowany przez Alaksandra Łukaszenkę Ministrem Spraw Wewnętrznych Republiki Białorusi. W tym samym miesiącu otrzymał stopień generała porucznika milicji. 6 lutego 2023 roku na mocy dekretu wszedł w skład komisji rozpatrującej apelacje obywateli Republiki Białorusi przebywających za granicą w sprawie popełnienia przez nich przestępstw.
26 lutego 2023 roku doszło do ataku białoruskich partyzantów na port lotniczy w Maczuliszczach. W wyniku ataku został uszkodzony rosyjski samolot wczesnego ostrzegania A-50 Szmiel, wykorzystywany do działań w czasie rosyjskiej inwazji na Ukrainę. 7 marca 2023 roku Łukaszenka oświadczył, że po zdarzeniu skrytykował ministra spraw wewnętrznych Iwana Kubrakoua, przewodniczącego KGB Iwana Tertela oraz przewodniczącego Państwowego Komitetu Granicznego Anatolij Łapy. Jak powiedział sam Łukaszenka, krytykując przedstawicieli białoruskich struktur siłowych po ataku używał wobec nich wulgaryzmów, lecz już 7 marca cała trójka została przez niego odznaczona orderami państwowymi.
20 kwietnia 2023 roku Kubrakou otworzył sieć sklepów jeDIN, która należy do Departamentu Więziennictwa. Sieć ma w swoim asortymencie produkty wytwarzane przez więźniów na Białorusi, w tym więźniów politycznych. Jednocześnie istnieją dowody na to, że praca białoruskich więźniów jest wykorzystywana jako praca niewolnicza.
31 sierpnia 2020 roku Łotwa, Litwa i Estonia nałożyły sankcje osobiste na Kubrakoua i 29 innych białoruskich urzędników państwowych w związku z tym, że „organizowali i wspierali sfałszowanie wyborów prezydenckich na Białorusi, a także wspierali brutalne stłumienie pokojowych protestów”. 2 października Kubrakou znalazł się na liście białoruskich urzędników, wobec których nałożono unijne sankcje. Rada Unii Europejskiej uznała Kubrakoua za odpowiedzialnego za kampanię represji i zastraszania prowadzoną przez milicję po wyborach prezydenckich na Białorusi, w szczególności za arbitralne aresztowania i złe traktowanie pokojowych demonstrantów, a także za zastraszanie i przemoc wobec dziennikarzy.
Również 2 października Kubrakou znalazł się na liście sankcyjnej Stanów Zjednoczonych ze względu na odpowiedzialność lub udział w działaniach lub politykach podważających procesy lub instytucje demokratyczne na Białorusi. Amerykańskie sankcje oznaczają zamrożenie ewentualnych amerykańskich aktywów generała oraz zakaz prowadzenia z nim transakcji biznesowych przez obywateli amerykańskich. Kubrakou znalazł się także na listach sankcyjnych Kanady, Szwajcarii i Wielkiej Brytanii. 20 listopada do październikowego pakietu sankcji UE przystąpiły Albania, Czarnogóra, Islandia, Liechtenstein, Macedonia Północna, Norwegia, i Ukraina. 8 marca 2022 roku, po inwazji Rosji na Ukrainę, Japonia nałożyła sankcje na białoruskiego generała. W październiku 2022 roku Ukraina nałożyła kolejne sankcje na Kubrakoua za wsparcie dla rosyjskiej inwazji udzielone przez kierowany przez niego resort.

## Odznaczenia
- Order „Za służbę Ojczyźnie” II stopnia (2023)[7]
- Medal „Za nienaganną służbę” II stopnia (2015)[20]
- Medal „Za nienaganną służbę” III stopnia (2016)[21]